# Lelex
Lelex was in de Griekse mythologie een koning van Laconië (toentertijd Lelegia genoemd).
Hij was getrouwd met de Naiade Cleochareia. Hij had verscheidene zonen, waaronder Myles, Polycaon, Pterelaus en Cteson. De afkomst van Lelex is zeer omstreden. Zo wordt hij beschouwd als zoon van Poseidon bij Libya (dochter van Epaphus; Pausanias, I 39.6, I 44.), waardoor Lelex dus Egyptisch zou zijn van afkomst; of zijn vader zou de zonnegod Helios geweest zijn; of hij zou autochthonos geweest zijn (Apollodorus, III 10.3; Paus., III 1.).
Lelex is de voorvader van de Spartanen. Zijn kleinzoon was Eurotas, zoon van Myles (aldus Pseudo-Apollodorus). Eurotas had een dochter Sparta genaamd, die later zou trouwen met Lacedaemon. Lacedaemon noemde de polis Sparta naar zijn vrouw; hoewel de naam van de stad nochtans ook de zijne zou zijn, daar het ofwel Lacedaemon ofwel Sparta werd genoemd. Sommige bronnen wijzen erop dat Perseus een nakomeling van Lelex zou zijn. Sparta, de achterkleindochter van Lelex, baarde een dochter, genaamd Eurydice (niet de echtgenote van Orpheus), die later trouwde met Acrisius, de koning van Argos. Eurydice werd de moeder van Danae, wat van haar dus de grootmoeder van Perseus maakte. 
Lelex schijnt door oude mythografen te zijn bedacht als de eponieme stichter van het Lelegianen, een semi-mythisch volk dat aan beide zijden van de Egeïsche Zee leefde.